# Martin Šulek
Martin Šulek (sinh ngày 15 tháng 1 năm 1998) là một cầu thủ bóng đá Slovakia thi đấu cho FK AS Trenčín ở vị trí Hậu vệ phải.

## Sự nghiệp câu lạc bộ

### FK AS Trenčín
Anh ra mắt chuyên nghiệp cho FK AS Trenčín trước ŠK Slovan Bratislava ngày 20 tháng 9 năm 2015.

## Sự nghiệp quốc tế
Šulek được triệu tập lần đầu tiên cho hai trận đấu giao hữu không chính thức của Slovakia vào tháng 1 năm 2017 trước Uganda và Thụy Điển. Anh ra mắt ngày 8 tháng 1 năm 2017 trong trận đấu trước Uganda, thi đấu hiệp một, trước khi được thi ra cho Juraj Kotula vào đầu hiệp hai. Slovakia thất bại với tỉ số 1–3. Šulek cũng đá hết trận với Thụy Điển ngày 12 tháng 1, với thất bại 0–6.